# Matthias Pasdzierny
Matthias Pasdzierny (* 1976 in Göttingen) ist ein deutscher Musikwissenschaftler.

## Leben
Matthias Pasdzierny studierte Schulmusik, Musikwissenschaft und Germanistik in Stuttgart, Berlin und Krakau und wurde 2013 mit einer Dissertation über Rückkehrer aus dem Exil und das westdeutsche Musikleben nach 1945 promoviert. Er war seit 2007 wissenschaftlicher Mitarbeiter an der Universität der Künste Berlin, seit 2024 hat er ebenda eine Akademie-Juniorprofessur inne. Seine Forschungsschwerpunkte liegen in der Aufführungslehre der Zweiten Wiener Schule, Musik und Migration/Exil/Remigration, Technokultur und Musik als Teil der Video Game Culture.  Von 2009 bis 2014 war er Teil des DFG-Projektteams Kontinuitäten und Brüche im Musikleben der Nachkriegszeit an der UdK Berlin. Seit 2016 ist er der Arbeitsstellenleiter der Bernd-Alois-Zimmermann-Gesamtausgabe an der Berlin-Brandenburgischen Akademie der Wissenschaften. Pasdzierny ist Mitbegründer des internationalen Forschungsnetzwerks Trayectorias – Cultural Exchanges: Music between Latin America and Europe.

## Schriften
- als Hrsg. mit Dörte Schmidt, Cordula Heymann-Wentzel: Traveling Sounds. Dokumentation zum 6. Berliner Salon des Leo Baeck Instituts am 29. April 2009. Berlin 2009.
- als Hrsg. mit Dörte Schmidt: Zwischen individueller Biographie und Institution. Zu den Bedingungen beruflicher Rückkehr von Musikern aus dem Exil.  (= Forum Musikwissenschaft, Bd. 9). Schliengen 2013.
- Wiederaufnahme? Rückkehr aus dem Exil und das westdeutsche Musikleben nach 1945. Zugl. Dissertation, Edition Text + Kritik, München 2014, ISBN 978-3-86916-328-4.
- Hans Oppenheim. In: LexM (Lexikon verfolgter Musiker und Musikerinnen des NS-Regimes). Hrsg.: Institut für Hististorsche Musikwissenschaft an der Universität Hamburg, 2015. Mit einer detaillierten Abhandlung der „Deutschen Musikbühne“.
- Adolf Rebner. In: LexM (Lexikon verfolgter Musiker und Musikerinnen des NS-Regimes). Hrsg.: Institut für Hististorsche Musikwissenschaft an der Universität Hamburg, 2016.
- als Hrsg. mit Kim Feser: Techno Studies. Ästhetik und Geschichtsschreibung elektronischer Tanzmusik. B-Books, Berlin 2016, ISBN 978-3-94221425-4.
- Emigranten im Schaufenster? Rückkehr aus dem Exil und der Wiederaufbau des ostdeutschen Musiklebens nach 1945 — am Beispiel des Arbeiterliedarchivs und mit einem Seitenblick auf die Situation in Thüringen. In: Helen Geyer, Maria Stolarzewicz (Hrsg.). Verfolgte Musiker im nationalsozialistischen Thüringen. Eine Spurensuche. Böhlau, Wien / Köln 2020, ISBN 978-3-412-51753-3.
- als Hrsg. mit Dörte Schmidt: Haben Sie inzwischen etwas Neues komponiert? Kompositionen zwischen Exil und Rückkehr von Leo Bütow, Richard Engelbrecht, Wolf Rosenberg und Brigitte Schiffer. Brüche im Musikleben der Nachkriegszeit. Unter Mitarbeit von Sandra Kebig. Edition text + kritik, München 2022, ISBN 978-3-86916-502-8.